# Тара (планина)
Масив планине Таре налази се у западној Србији, у северозападном делу оивичен дубоким кањоном реке Дрине, док му се огранци спуштају ка креманској долини и долини реке Ђетиње, где се ослања на огранке Златибора. Подручје планине Таре сачињава најзападнију скупину из групе Старовлашко-рашких планина и, у ширем смислу, састоји се од три подеоне целине, донекле издвојене речним долинама, превојима или седлима.
- Тара у ужем смислу или Равна Тара део је масива са Калуђерским барама и кречњачком висоравни између следећих река: Дрина, Рача, Коњска река, Бели Рзав и Дервента (врх Збориште 1.544 м).
- Црни врх се налази између суве границе Србије и Босне те између села Заовине и Растиште. У вези је са Равном Таром на превоју Чемериште, а са Звијездом на седлу Предов Крст (врх Козји рид 1.591 м).
- Звијезда се налази у троуглу између села Растиште и Јагоштица и кањонског дела Дрине (врх Велики крај 1.347 м).

Са овим деловима јединствено физичко-географско подручје сачињава и Велики Столац (1.673 м) који је у Босни и истовремено највиши врх читавог подручја.
На основу дугогодишњих проучавања и истраживања овог подручја, а ради заштите изузетних природних вредности које оно поседује Скупштина Србије је 1981. посебним Законом подручје Таре прогласила за Национални парк.
Планина Тара је познато и традиционално летње и зимско рекреативно подручје. Повољни климатски услови, велики број сунчаних дана, средња висина око 1000 метра надморске висине. Испод северних падина Таре лежи варошица Бајина Башта.
Планину Тару су проучавали многи научници. Први је био Јосиф Панчић, који је на овој планини 1875. открио ендемску врсту четинара, названу Панчићева оморика. Познати планинар Др Куно Видрић, који је препешачио скоро све важније планине Европе, највише је времена провео на Тари обележавајући планинарске стазе и прикупљајући грађу за више књига о овој прелепој планини.
У 1934. је завршен санаторијум намењен туберкулозној деци. Подигао га је Централни хигијенски завод, прве београдске средњошколце је примио у јулу 1935.

## Хидрогеологија Таре
Подручје планине Таре са околином се налази на рејону Унутрашњих Динарида западне Србије према хидрогеолошкој рејонизацији. Одликује се сложеном геолошком грађом и сложеним тектонским односима . У геолошкој грађи доминирају претежно кречњаци доњег, средњег и горњег тријаса, ултрамафити и офиолитски меланж (дијабаз-рожњачка формација) јуре, кречњаци и други седименти горње креде, са све спорадиначним базичним пробојима. Назначајнији структурни елементи су Митровачка раседна зона и расед Коњске реке.
Сложена геолошка грађа и велики број разноврсних литолошких чланова условили су и сложена хидрогеолошка својства стенских маса, тако да се могу издвојити следећи типови издани :
- збијени тип издани
- пукотински тип издани
- карстно-пукотински тип издани
- карстни тип издани

Поред наведених типова идани , делови терена изграђени од практично водонепропусних стена сврстани су у у условне безбедне терене. У оквиру ових стена постоји могућност локалних развоја пукотинског типа издани мале изданашности, у оквиру зона интензивније испуцалости делова стенских маса.
Неопходно је нагласити да је у оквиру издвојених типова издани у оквиру планине Таре најраспротрањенији карстни тип издани.
Збијени тип издани
Границе Националног парка Тара на знатном делу своје дужине силази на обалу и у кориту Дрине. Долина Дрине, око масива Таре, од ХЕ „Бајина Башта”, узводно је клисурастог и кањонског типа, тако да нема значајних и алувилјаних и терасних појава. Оне ретке , по правилу, мањег обима, углавном су потопљене акумулацијом ХЕ „Бајина Башта”.
Збијена издан развијена је у наслагама речних тераса Дрине, представљених слабозаглињеним груборузним шљунковима и песковима добрих филтрационих карактеристика. Ова издан се прани на бројним изворима дуж долине Дрине, по ободу тераса, на контакту с непропусном подлогом. Речне терасе су широке између 300 и 400 метара, а дебљина терасних наслага досеже и до 25 метара.
На подручју Таре постоји неколико значајних појава пролувијалних творевина, и то на потезу Митровац-Коњска река, као и неколико спорадичних мањих делувијалних и барских творевина. Ове појававе су хидрогеолошки недовољно истражене. Генерално су малог распрострањена и дебљине , те као такве нису повољне за акумулирање значајнијих количина подземних вода.
Пукитински тип издани
Пукотински тип издани издвојен је у оквиру песковитих и лапоротивих кречњака, лапораца и доломита, затим у оквиру степа дијабез-рожначке формације, у оквиру перидотита о серпентинита , у конгломератима, пешчарима, ултрамафитима, алверитима и рожнацима јурске и кредне старости.
Пукотински тип издани најраспрострањенији је на крајњем југоисточном делу Таре, и на југу, у подручју Заовинског језера . Нешто је мање распрострањем у оквиру изоловане партије у горњем току Дервенте, као и у уском појасу на североисточном делу терена, представљајући хидрогеолошку баријеру карстном типу издани.
Пукотинска издан формирана у лапоровитим кречњацима, лапоровитим кречњацима и доломитима је лоших хидрогеолошких карактеристика и у њој се акумулирају релативно мале количине вода. Само у појединим деловима са интензивнијом испуцалошћу формирају се извори издашности мање од 0,5 l/s.
Пукотински тип издани у оквиру дијабаз-рожначке формације одликује се веома слабом водопропусношћу, а дренира се преко бројних, али веома слабих извора, чија је издашност до 0,1 l/s.
Ултрамафити су у приповршинским деловима веома изломљени и распаднути и представљају средину с пукотинском порозношћу и условима за формирање пукотинске издани. Осим тога, ултрамафити су великим делом покривени растреситим материјалом. Распрострањене издани по дубини је ограничено малом дебљином површинског распаднутог дела серпентининита. Испод распаднутог приповршинског дела налази се једра и масивна стенска маса, која је практично водонепропусна. Општа карактеристика пукотинске издани ултрамафита југозападне Србије је велика хетерогеност по водоносности, а дебљина распаднутог слоја је у распону од 5 до 30 метара. Пукотинска издан се прихрањује на рачун падавина, док се празни преко извора чија је издашност често око 0,1 l/s. а ретко прелази 1 l/s., и доста често са дифузним истицањем.
Генерална карактеристика квалитета вода пукотинских издани југозападне Србије је мала минерализација, мала до умерене тврдоће нешто повишена pH вредност и разноврстан хемијски састав.
У оквиру ове издани се не очекује се значајне резерве слободних подземних вода, те су њихове резерве крајње ограничене. Осим тога, пукотински тип издани на подручју Унутрашњих Динарида западне Србије је углавном недовољно истраженм, па се може говорити само о потенцијалности.
Карстно-пукотински тип издани
Карстно-пукотински тип издани одликује се нешто већом издашношћу у односу на пукотинску издан, а основна хидрогеолошка функција је да ови стенски комплекси представљају трансмитере површинских и приповршинских вода до карстног типа издани, а у појединим подручјима и делимичну хидрогеолошку баријеру карстној издани где се појављују извори мање издашности. Овај тип издани је најраспрострањенији у југозападном делу Таре.
Овај тип издани везан је за лапоровите и карбонатне комплексе седимената ценоман-турона. Лапоровити комплекси углавном су слабо испуцали, па су лапорци практично водонепропусни. Горњи део комплекса изграђују слојевити и банковити кречњаци, слабо испуцали и делимично карстификовани. Водопропусност ових стена је добра, што су показала и испитивања у бушотинама на боковима бране „Лазићи", где су установљени знатни протоци, до дубине од 140 метара, испод које су практично незнатни.
У оквиру слива Белог Рзава синклинални положај серије кречњака је условио да се кречњаци налазе изнад локалног ерозионог базиса. Синклинални део испод нивоа Белог Рзава (акумулација Лазићи) засићен је водом.
На локалитетима где је Бели Рзав просекао кречњаке, уз његово корито и изнад корита, јављали су се стални извори веће издашности. Једна од њих је била и Драгићева вода.
Карстни тип издани
Карбонатне стене су знатно распрострањене на ширем подручју Националног парка Тара. Запажају се карбонатне масе доњег, средњег и горњег тријаса и горње креде.
Тријаски карбонати, различите врсте кречњака и ређе доломити, простиру се у виду већих изоло ваних масива дуж југозападне границе Таре. Заступљени су и у проширеним зонама у западним, северозападним и северним деловима (око масива Звезде), углавном у виду кањонских страна Дрине, док са североисточног и источног обода ове масе дубоко залазе у средиште масива.
Горњовредни, махом лапоровити кречњаци, захватају велике делове централног масива Таре и простиру се даље према југоистоку.
У оквиру хетерогеног састава јурских офиолита јављају се и изоловане партије, прослојци или сочива карбоната. У нима је могућа локално развијена карстификација мањег обима и форми ране висећих или изолованих карстних издани. Ипак, због крајње ограниченог распрострањења оваквих појава, у њима је изгледније формирање издани сложеног, карстно-пукотинског типа.
Ове масе су тектонским активностима прилично оштећене и интензивно карстификоване, чиме су створени услови за формирање карстне издани. Цела карбонатна маса Таре равномерно карстификована до дубине од 150 до 200 метара и да прати релеф терена. Карстна издан представља значајан и хидрогеолошки и морфолошки фактор на овом подручју, како по распрострањењу, тако и по дубини. Карст је peruонална карактеристика подручја Таре.
Карстна издан овог подручја прихрањује се инфилтрацијом падавина и понирањем површин ских токова.
Карстни терени заузимају високе делове терена, рашчлањени су и великим деловима отворени према површини, што је веома повољно за прихрањивање инфилтрацијом падавина. Осим тога, местимично има услова за површински дотицај вода с некарстних делова терена. Пошто је то планински предео, издан се значајно прихрањује топљењем снега. На простору масива Звезде нису повољни услови за акумулирање већих количина подземних вода јер се оне празне директно у ток Дрине.
Други вид прихрањивања карстне издани јe концентрично или дифузно понирање алогених сталних и повремених токова који се формирају углавном на некарстној подлози. Нанласком на растворљиву, карбонатну подлогу, ови токови пониру у концентричним понорима и понорскима zonaма, па нестају с површине у карстно подземље и хране карстну издан.
Најзначајније понорнице су Булибановачка и Митровачка . Мање увале с кратким понорницама су Васића понор, Извор Забој и Секулића вода.
На заравњеним деловима карстног масива - платоима, постоје бројне вртаче као тачке концен-тричног понирања. На подручју Митровца има 20 левкастих вртача, пречника око 50 м и дубине до 10 м, а у долини Крње Јеле вртаче су бунарасте, пречника и дубине 2-3 м .
Спелеолошки одсек Планинарског савеза Београ (СОБ) је у својим истраживањима крајем 60-их и почетком 70-их година ХХ века регистровао је и пописао 35 спелеолошких објеката масива Таре.
Највећа је јама на Мекотама, дубине 25 м, а значајније јаме су јама на Великој ливади и јама на Чучковини
Карстна издан се генерално празни преко извора по ободу масива. Истицање се одвија на контакту кречњачке масе с непропусним срединама и у најнижим деловима кањонских и клисурастих страна. Зоне истицања су сконцентрисане према регионалном базису и локалним ерозионим базисима . У конкретном случају (масив Таре), главне карбонатне масе северних и централних делова масива у централним и јужним деловима заграђене су непропусним или слабије пропусним творевинама, те су зоне истицања усмерене према северозазападу, северу и североистоку. Осим тога, карстификација по привилегованим правцима, тиме и правци циркулације подземних вода, предиспонирани су тектоником, у конкретном случају Митровачком раседном зоном и раседом Коњске реке.
Извори (карстна врела), углавном су гравитационог типа. Постоји могућност подземног отицања из ове издани. Услови пражњења карстне издани на овом подручју резултат су много фактора и генерално су повољни. Изградњом бране формирана је акумулација „Бајина Башта", чиме је сва какопотопљен један број извора, међу којима је најзначајнији Бањско врело.
Режим карстне издани је динамичан и карактеришу га веома велике годишње осцилације нивоа издани, а последице тога су, пре свега, осцилације издашности извора (врела), а затим и свих других параметара.

### Правци кретања подземних вода
Правци кретања изданских вода условљени су геолошком грађом терена, степеном карстификације, односно хидрогеолошким условима. Најчешће су условљени спелеогенетским процесима. Према ерозионом базису, реци Дрини, карстна издан је јасно ограничена палеозојскотријаском хидрогеолошком баријером. На месту где ова баријера има хипсометријски најнижи положај формирано је врело Перућац.
У оквиру јединственог лежишта карстног масива Таре највеће сливно подручје припада Перућваком врелу. Његове бочне границе представљају сливна подручја врела Раче на истоку и Бањског врела на западу. Границе формиране између сливова последица су прерасподеле вода унутар јединственог лежишта кречњачког масива Tape. То су широке вододелничке зоне, унутар којих се смерови филтрације мењају у зависности од промене нивоа издани (подземна пиратеријa).

### Условно безводни терени
На подручју Националног парка Тара значајно је распрострањен офиолитски комплекс (раније означаван као дијабаз-рожначка фомација) ста-рости догермалма. Он се простире на подручју Калуђерских Бара. С хидрогеолошког аспекта, овај комплекс је означен као условно безводни терен. Условно безводним тереНима припадају и палеозојске творевине карбона. Оне се не појављују на подручју самог масива планине Таре, већ у нижим деловима њеног северног обода. Извесно леже у падини тријаских кречњака. Одређени литолошки чланови доњег тријаса су непропусни и делови терена изграђени од њих такође представљају условно безводне терене.
У оквиру офиолитског комплекса налазе се местимично партије кречњака. У њима генерално има услова за формирање мањих карстно-пукотинских или сложених издани.
Иако означен као безводни, односно водонепропусни комплекс, местимично у приповршинским распаднутим деловима офиолита могуће је сакупљање одређене мање количине воде, па чак и извора..

## Галерија
- Тара
- Тара поглед са бране Ђурићи
- Тара зими
- Тара скијашка стаза